# 수상새아목
수상새아목(樹狀鰓亞目, Dendrobranchiata) 또는 근새아목(根鰓亞目)은 십각목에 속하는 2개 아목의 하나이다. 참새우류라고도 한다. 또 하나의 아목인 범배아목보다 더 원시적이다. 십각목은 외관상의 차이로 새우, 소라게, 게로 나눌 수 있지만, 수상새아목은 모두 새우에 속한다.

## 분류
- 보리새우상과 (Penaeoidea)
  - † Aciculopodidae
  - † Aegeridae
  - 아리스테우스과 (Aristeidae)
  - 벤테시키무스과 (Benthesicymidae)
  - † Carpopenaeidae
  - 보리새우과 (Penaeidae)
  - 시키오니아과 (Sicyoniidae)
  - 솔레노케라과 (Solenoceridae)
- 젓새우상과 (Sergestoidea)
  - 루키페르과 (Luciferidae)
  - 젓새우과 (Sergestidae)